# (3561) Devine
(3561) Devine est un astéroïde de la ceinture principale, et plus spécifiquement du groupe de Hilda.

## Description
(3561) Devine est un astéroïde du groupe de Hilda. Il présente une orbite caractérisée par un demi-grand axe de 3,96 UA, une excentricité de 0,13 et une inclinaison de 9,7° par rapport à l'écliptique.

## Compléments